# Geleia

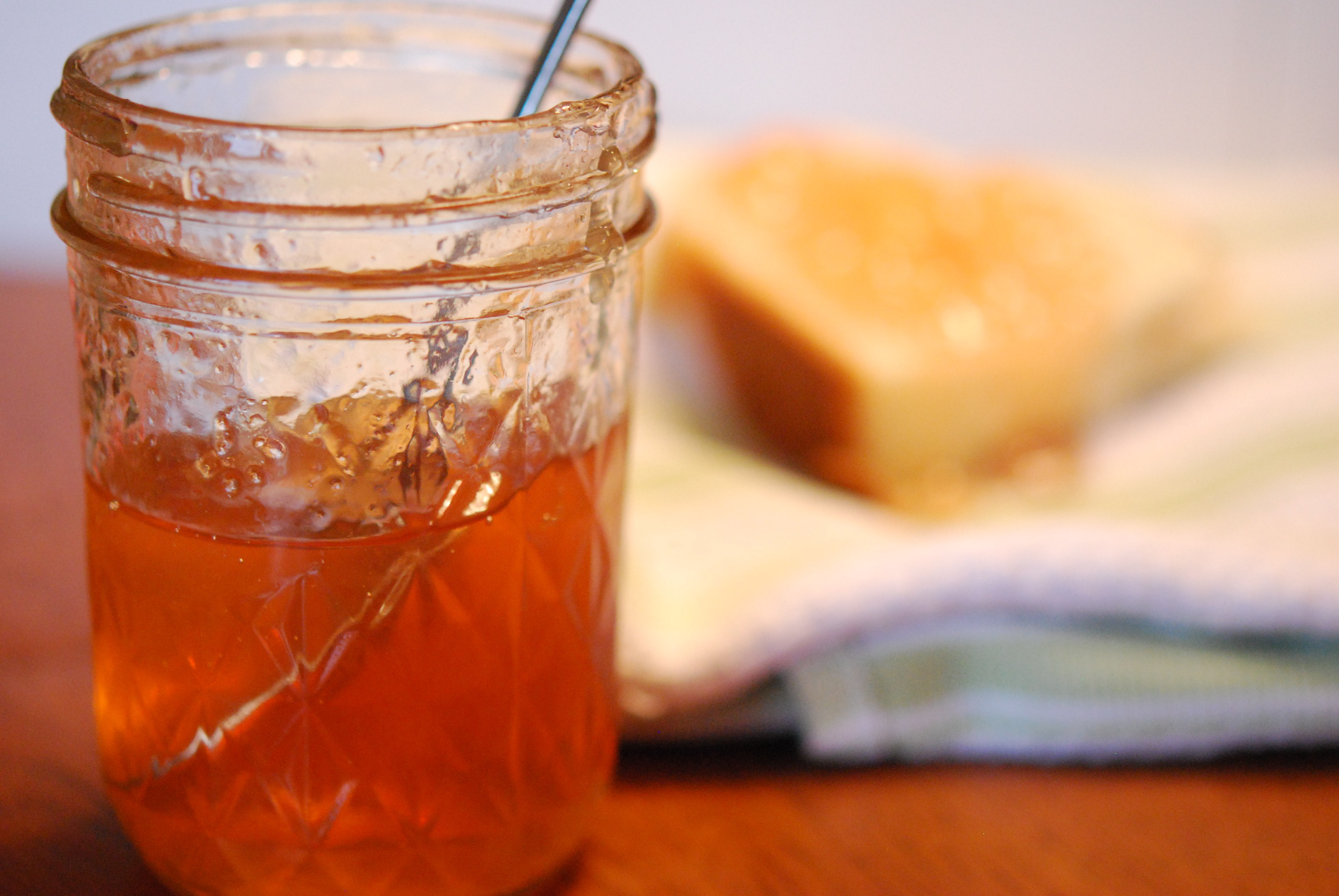
Geleia de maçã

A geleia é um tipo de doce de fruta, confeccionado com o líquido resultante da cozedura de frutas, tem um aspecto translúcido e uma consistência gelatinosa, graças à pectina das frutas.

## Confecção
No que respeita à confecção de geleia, a metodologia clássica de confecção passa por cozer a fruta descascada, em lume brando até que a mesma se desfaça. De seguida, tira-se do lume e coa-se, sem se espremer a polpa, sob risco de a geleia não obter o grau máximo de translucidez. 
Subsequentemente, mede-se o líquido coado e junta-se o açúcar, em partes iguais. Misturam-se os dois, até que o açúcar se dissolva. Posteriormente, leva-se a mistura ao lume, para que ferva lentamente, até chegar ao ponto.
Uma técnica clássica de culinária para aferir se a geleia já atingiu o ponto de gelificação adequado, ou se ainda precisa de continuar a ferver, passa por deitar uma colherada de geleia num pires e por traçar com o dedo uma linha ao longo da geleia. Se for possível abrir um sulco no meio da geleia, ficando a ver-se o prato, a geleia está no ponto.

## Usos regionais
A geleia de marmelo, em Portugal, ao contrário das demais geleias de frutas tradicionais portuguesas, é feita com as cascas e caroços do marmelo, depois de se ter usado a polpa para fazer marmelada.
No sul do Brasil, há um doce de frutas semelhante à geleia, chamado de "chimia",  que é feito com o bagaço e, às vezes, também com a casca da fruta.

## Estatuto jurídico
A directiva europeia 2001/113/CE de 20 de Dezembro de 2001, que é o normativo geral europeu que tutela a confecção de «doces e geleias de frutos, citrinadas e creme de castanha destinados à alimentação humana». Dele consta a distinção legal entre «doce» e «geleia», que foi, ulteriomente transposta para a legislação nacional, pelo Decreto-Lei n.º 230/2003, de 27 de Setembro.
Dessarte, aos olhos da legislação portuguesa, a «geleia» assume-se como «mistura, suficientemente gelificada, de açúcares e sumo e ou extracto aquoso de um ou mais tipos de frutos.» Não podendo as quantidades de de sumo e ou de extracto aquoso utilizadas no fabrico de 1kg de geleia ser inferiores às listadas na tabela do Anexo I do diploma legal supramencionado.
E distingue-se legalmente de «doce de fruta», que, aos olhos do mesmo diploma legal, é qualificado como «mistura, levada à consistência gelificada apropriada, de açúcares, polpa e/ou polme de um ou mais tipos de frutos e água. Contudo, os doces de citrinos podem ser fabricados a partir do fruto inteiro, cortado em tiras e/ou rodelas.»

## Definição culinária
Além da geleia de fruta, o conceito de «geleia» no âmbito da culinária também abarca outros preparados, designadamente, o extracto mucilaginoso de vegetais, carnes ou peixe que, depois de arrefecido, adquire consistência mole e trémula.
As geleias de carne, peixe ou vegetais, também conhecidas como «aspic», são substancias gelatinosas e transparentes, que conhecem ampla utilização culinária.